# Ermaniopsis
Ermaniopsis es un género de plantas fanerógamas de la familia Brassicaceae. Comprende una especie, Ermaniopsis pumila Hara. 
Está considerado un probable sinónimo del género Desideria Pamp.